# Place de Teucros
La Place de Teucros (Plaza de Teucro) est une place d’origine médiévale située au cœur du centre historique de Pontevedra (Espagne). C'est la place médiévale aux proportions les plus harmonieuses de la ville.

## Origine du nom
Le nom actuel de la place date de 1843. Elle porte son nom en l’honneur de Teucros, le fondateur mythique de la ville, fils du roi Télamon (roi de Salamine), qui aurait suivi une sirène, Leucoiña, en exil jusqu'à la Ria de Pontevedra et qui aurait fondé la ville. Avant, la place était appelée Plaza de la Villa et Plaza Mayor parce que c'était la place la plus centrale de Pontevedra et la plus importante en raison des pazos des familles nobles qui l'entourent. Elle était également appelée Plaza de Aranda (parce que le marquis d'Aranda y avait son pazo), Plaza del Pan, en raison de la vente de pain et des fours à pain qui se trouvaient à proximité et Plaza de las Semillas, car les semences y étaient vendues quatre fois par mois. Au XIXe siècle, elle était également appelée Plaza de la Leche parce qu'on y vendait du lait. 

## Historique
Les premières mentions de la place remontent à 1336. En 1396, elle avait déjà donné son nom à la rue de l'Azogue (rúa do Açougue, actuelle rue Isabel II), qui provenait de la basilique Sainte-Marie Majeure. La place a adopté sa configuration actuelle avec les bâtiments qui l'entourent au XVIIIe siècle.
Au début, elle était connue sous le nom de Plaza del Azogue et était conçue comme un lieu de rencontre et un marché pour la vente quotidienne de denrées alimentaires. Plus tard, la place est devenue connue sous le nom de Plaza de la Villa ou Plaza Mayor, car c'était la place principale de la ville où se concentrait l'activité administrative : l'hôtel de ville s'y trouvait et c'est ici que les principales familles nobles avaient leurs pazos. Dans la partie inférieure se trouve la Rúa Real (Rue Royale), qui était également la rue et l'axe le plus important de la ville à l'époque. La place servait également de scène de théâtre pour les représentations théâtrales lorsqu'il n'y avait pas encore de théâtre dans la ville.
En 1809, la maison centrale du XVIIIe siècle située à l'ouest de la place (au numéro 8) a servi de quartier général aux troupes françaises d'occupation. Le général Franceschi y a vécu et le maréchal Ney y a passé une nuit. Plus tard, à partir de 1886, cette maison a été le siège de la Banque d'Espagne dans la ville.
En 1848, un petit théâtre est installé sur la place de Teucros, jusqu'à l'ouverture du Teatro-Liceo en 1878. Le 2 juin 1858, le Liceo Casino s'installe au Pazo des Comtes de San Román et y restera jusqu'à l'inauguration de son propre bâtiment le 2 août 1878.

## Description
Il s’agit d’une place conçue sur un plan presque rectangulaire, bordée de pazos. C’est une place urbaine de proportions géométriques, rectangulaire et légèrement irrégulière sur son côté sud. La rue Princesa dans sa partie supérieure (séparée de celle-ci par une petite dénivellation) et la rue Real dans sa partie inférieure (séparée par un petit mur, une fontaine et une balustrade) encadrent la place.
La place est entourée de grands pazos de familles nobles : au nord le pazo des Gago et Montenegro, à l'est le pazo du Marquis de Aranda, au sud le palais des Comtes de San Román et à l'ouest des maisons nobles avec des arcades comme celle de la famille Pita.
Le pazo du Marquis d'Aranda est situé à un niveau inférieur à la hauteur de la rue Real. Fermant la partie orientale de la place et devant ce pazo se trouve une fontaine monumentale en pierre construite en 1970 attachée au petit mur qui ferme la place du côté est. La place comporte six bancs de pierre et douze orangers alignés symétriquement sur ses côtés nord et sud,.

## Bâtiments remarquables

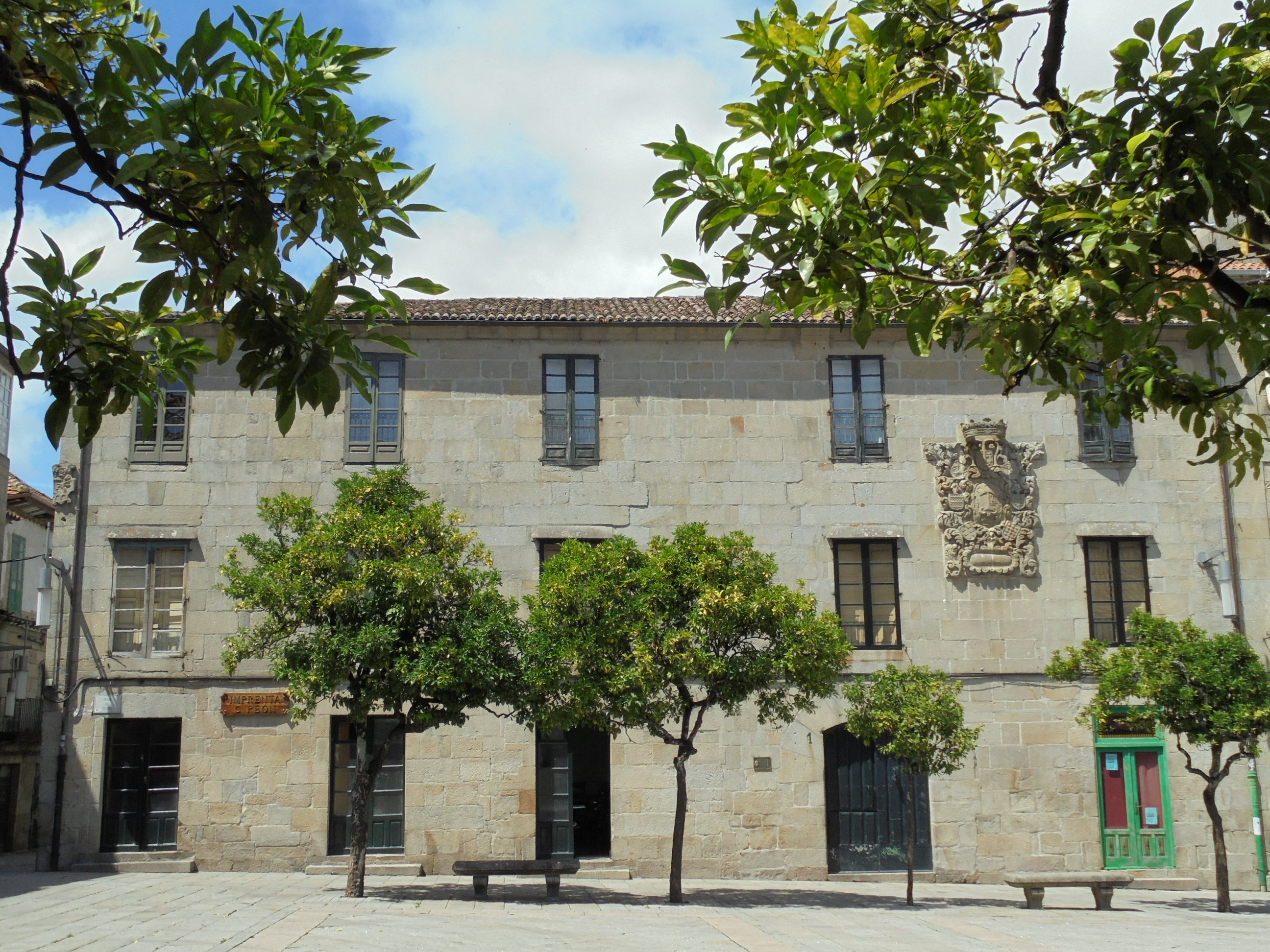
Pazo des Gago et Montenegro.

Sur le côté nord de la place se trouve le Pazo des Gago et Montenegro, du XVIe siècle, avec un arc surbaissé gothique dans la porte et cinq voussoirs. Il possède sur sa façade le blason le plus imposant de la ville, des armoiries baroques en pierre de grandes dimensions de 1716 avec huit blasons à l'intérieur aux armes des familles Gago, Ozores, Tavares, Montenegro, Mendoza, Sotomayor, Oca, Castro et Sarmiento. Il y est fait référence au métier de la famille Gago comme gardiens de la porte des remparts de Pontevedra dans la tour du pont du Bourg,. Le pazo a été rénové au XVIIIe siècle par Antonio Félix Tavares de Tavora. Il a un rez-de-chaussée, deux étages et cinq fenêtres à balcon à chaque étage. 
Du côté est, en bordure de la Rue Real, se trouve le Pazo du Marquis d'Aranda (maire du Royaume de Galice) du début du XVIIIe siècle, avec une tour crénelée (au début il avait deux tours crénélées à ses extrémités) et des armoiries sur sa façade de grandes dimensions avec les seules figures de deux tenants de chaque côté dans un blason de la ville.  

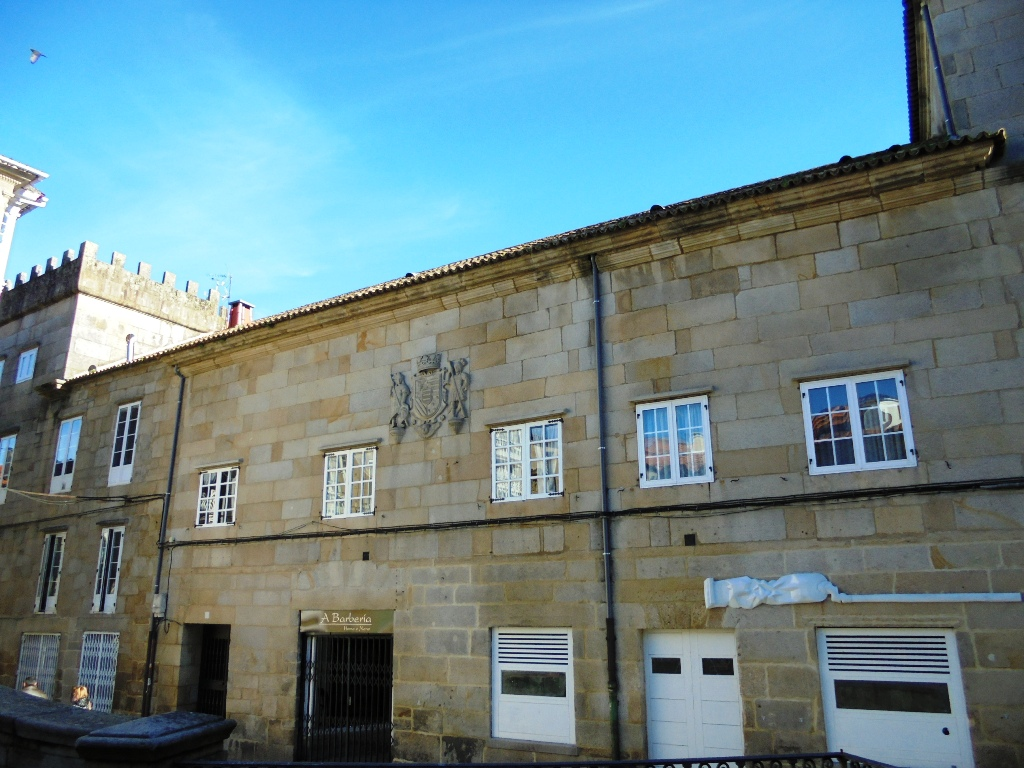
Pazo du Marquis d'Aranda.

Sur le côté sud de la place se trouve la façade arrière du Palais des comtes de San Román, datant du XVIIe siècle, qui était le plus grand palais de la ville. La façade a aujourd'hui les arcades murées et a perdu sa tour crénelée à six balcons. Elle possède des colonnes d'ordre romain toscan. À l'intérieur du palais se trouve une petite chapelle avec un retable baroque.
Sur le côté ouest de la place, on trouve des maisons baroques avec des armoiries et des arcades au rez-de-chaussée, parmi lesquelles se détache au centre la maison de la famille Pita du XVIIIe siècle, qui possède un grand balcon.    

## La place dans la culture populaire
L'imprimerie C. Peón est située sur la place depuis janvier 1902. Des classiques de la littérature galicienne y ont été imprimés, comme la première édition de Os vellos non deben de namorarse de Castelao, en 1953. D'autres écrivains galiciens de l'époque, comme Celso Emilio Ferreiro ou Fermín Bouza Brey, y ont également publié leurs livres. Des peintres comme Carlos Sobrino y ont également imprimé leurs lithographies.

## Galerie d'images

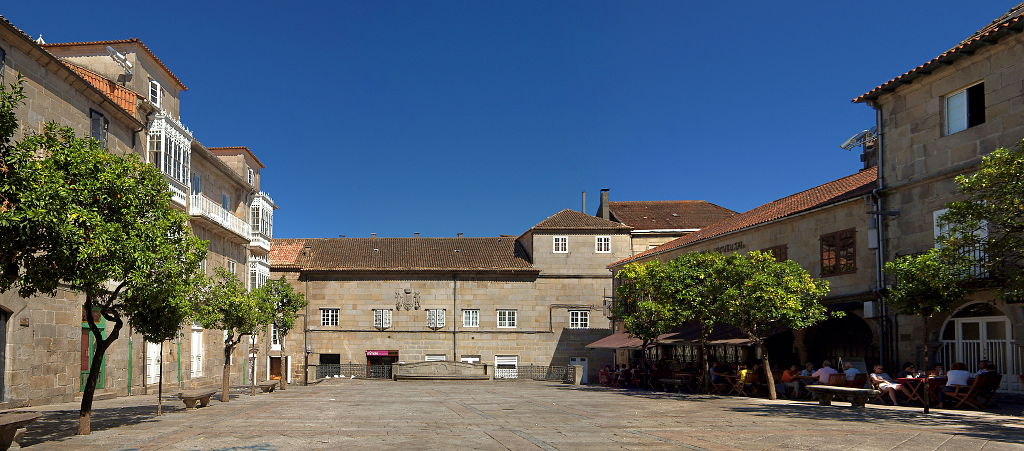
Place avec le Pazo du Marquis d’Aranda au fond
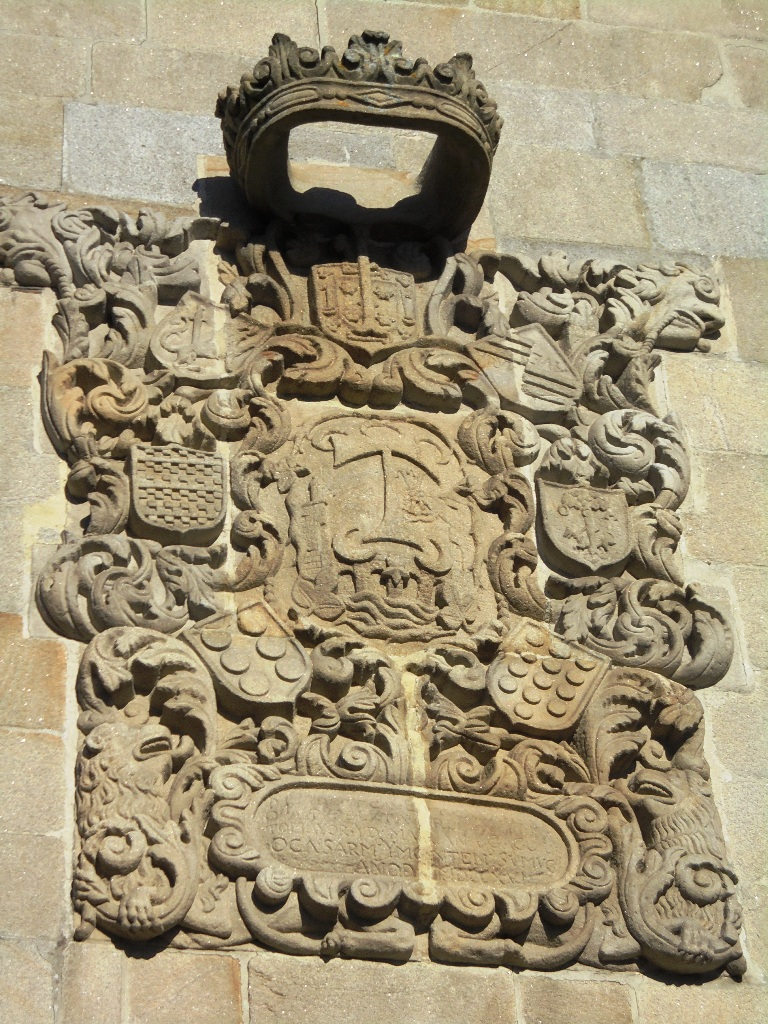
Armoiries du Pazo des Gago et Montenegro
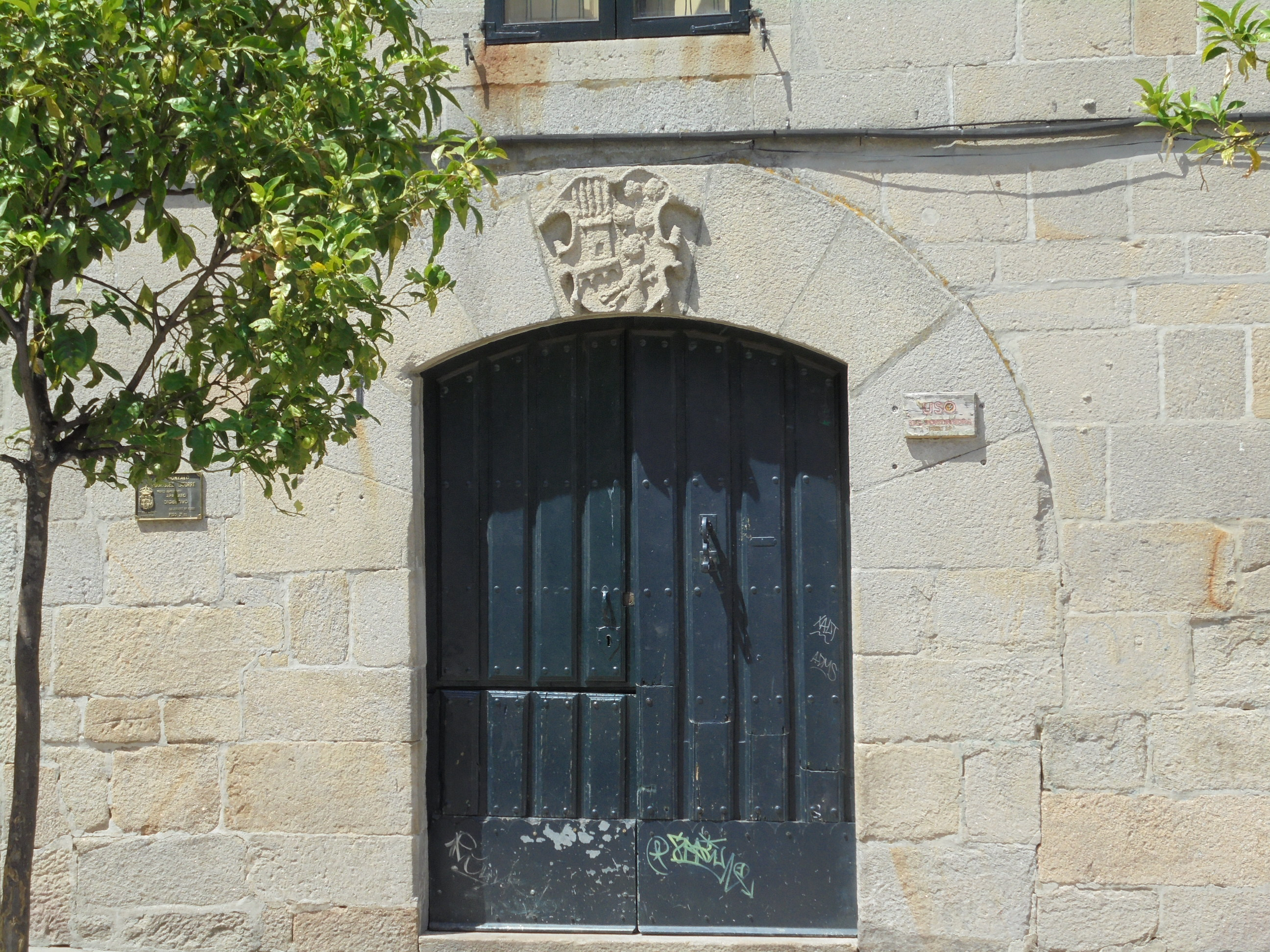
Porte principale du Pazo des Gago et Montenegro
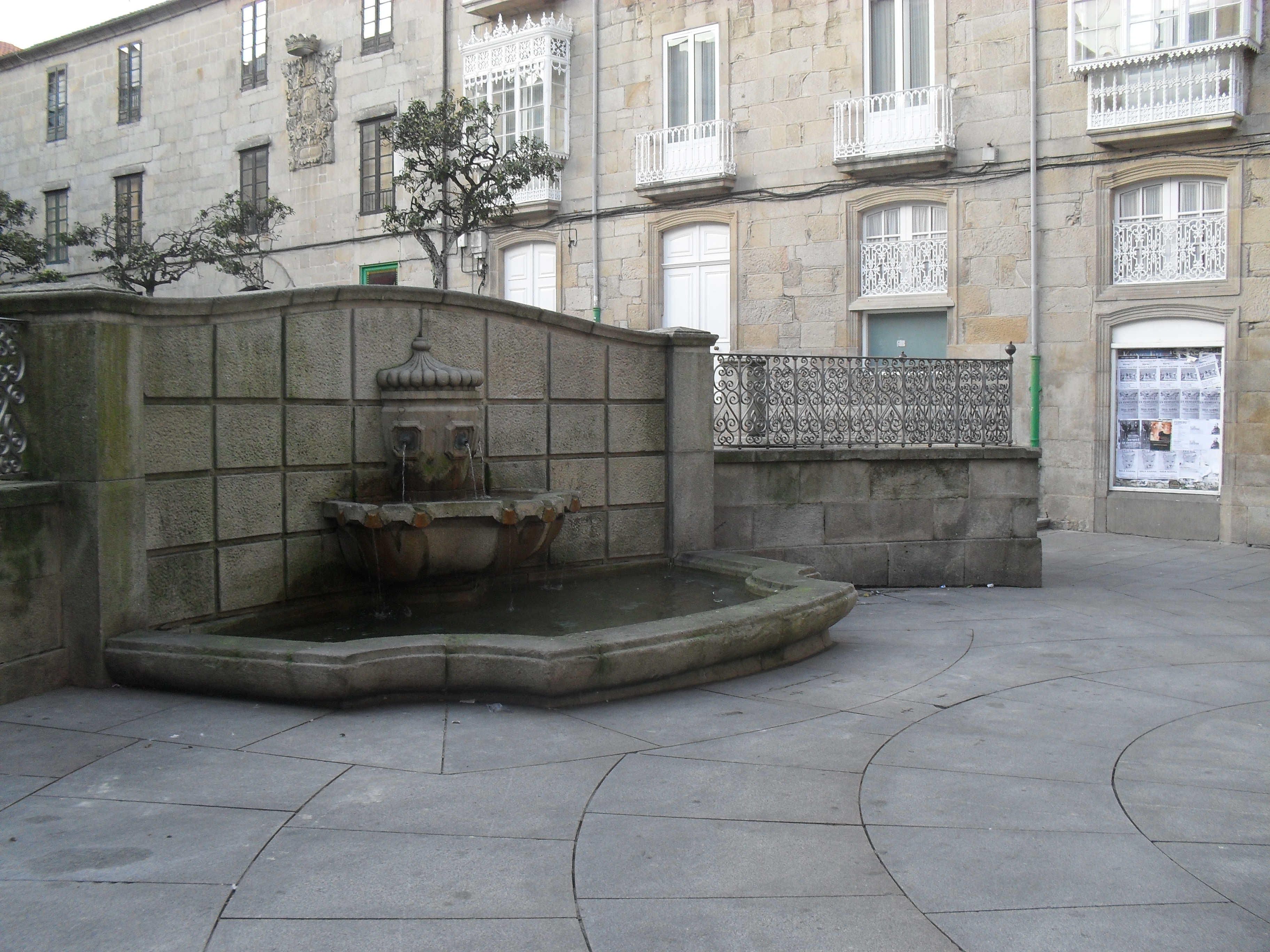
Fontaine en pierre
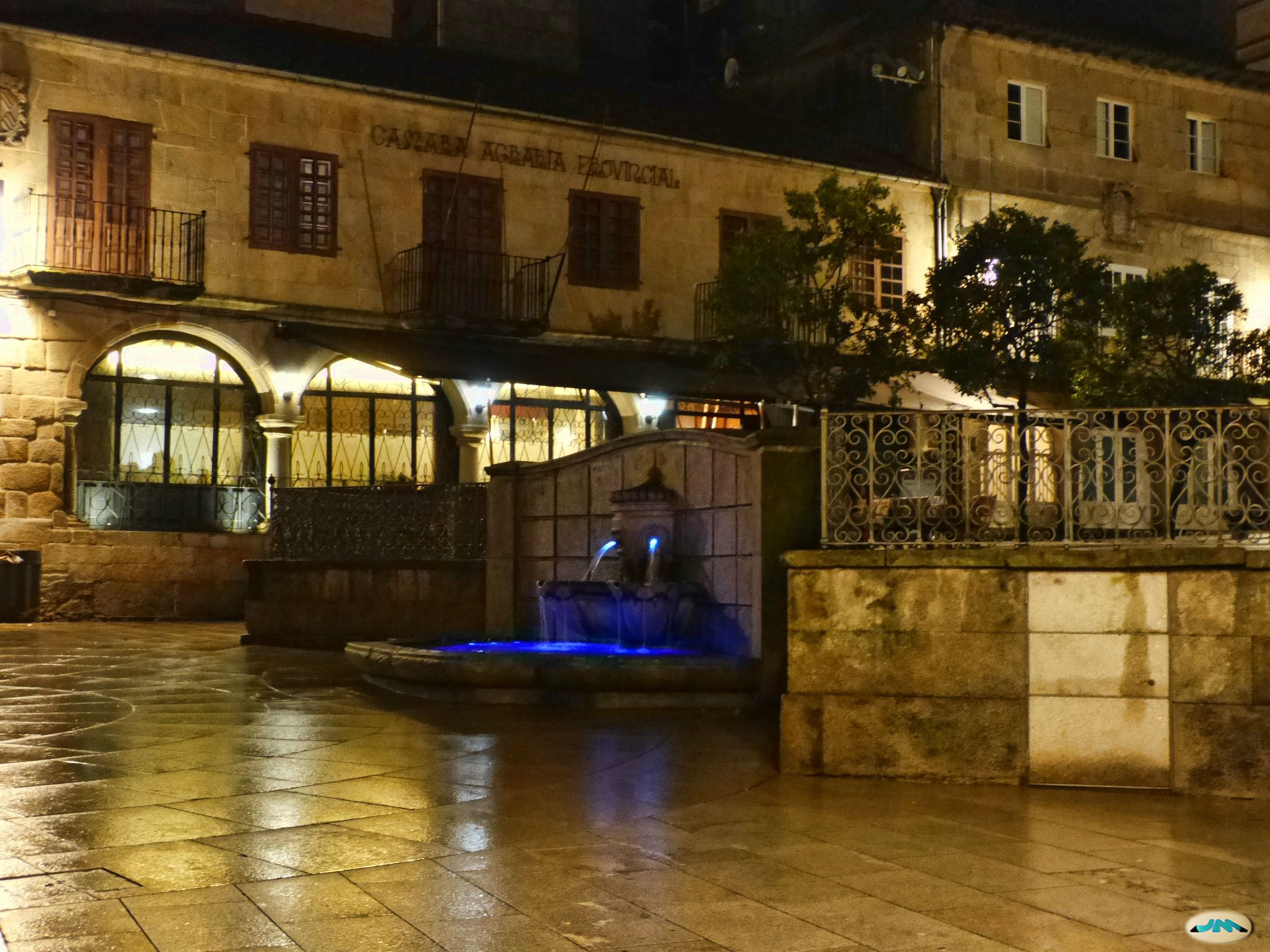
Pazo des Comtes de San Román
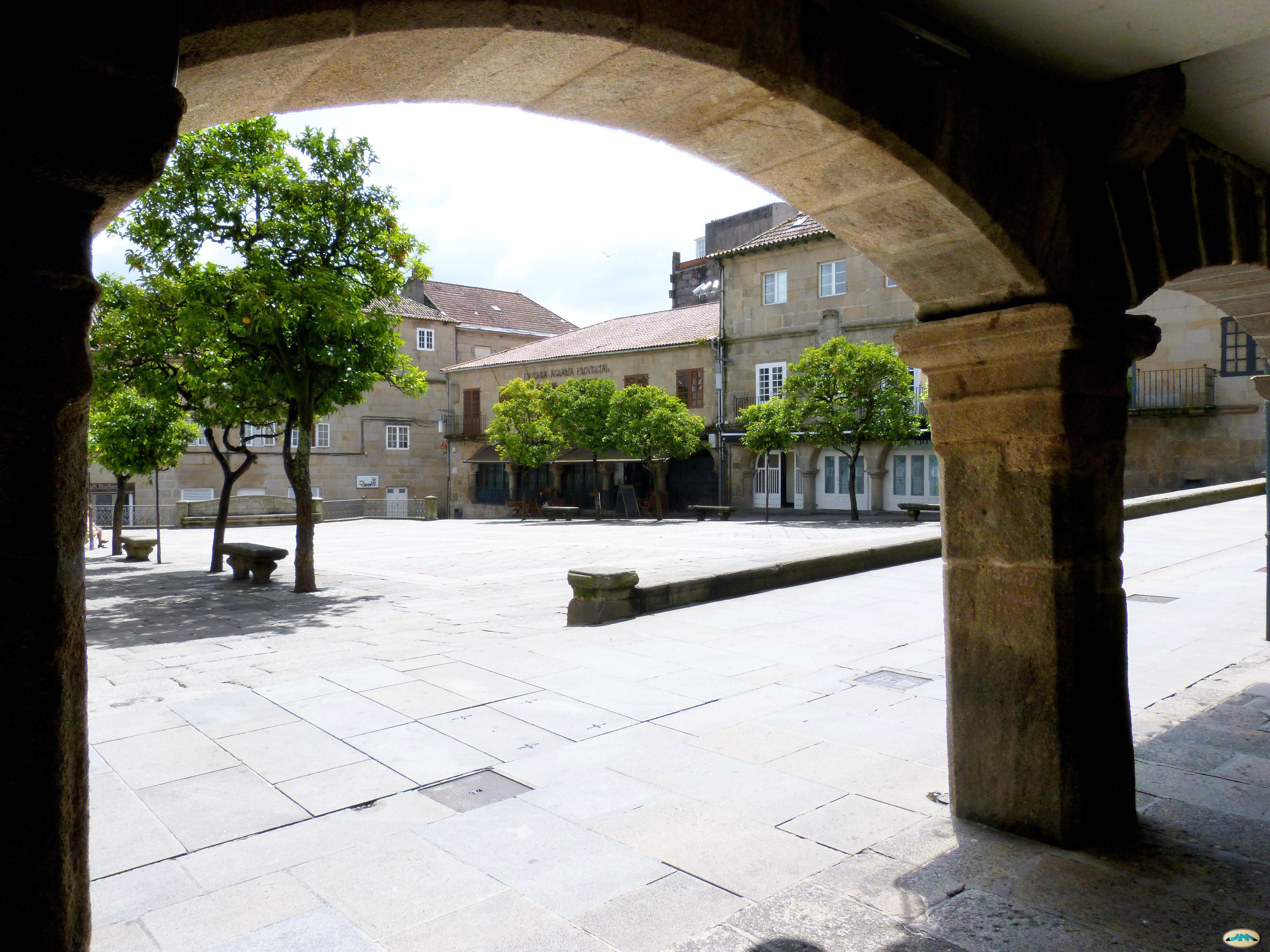
Arcades du côté ouest
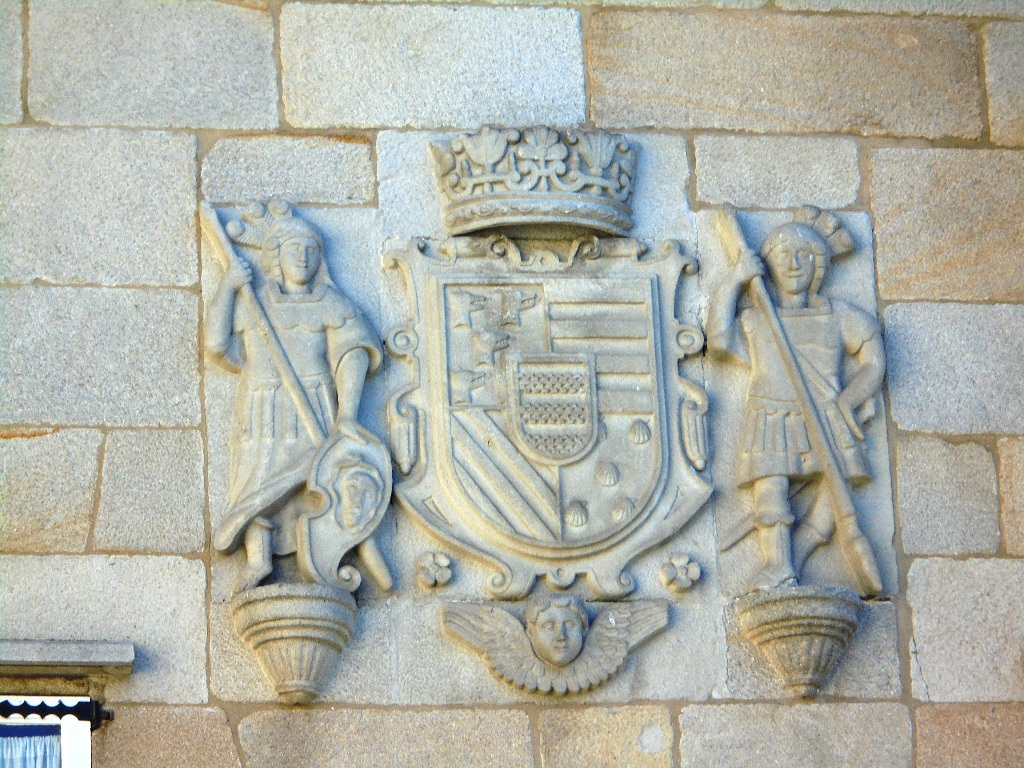
Armoiries du Pazo du Marquis d’Aranda
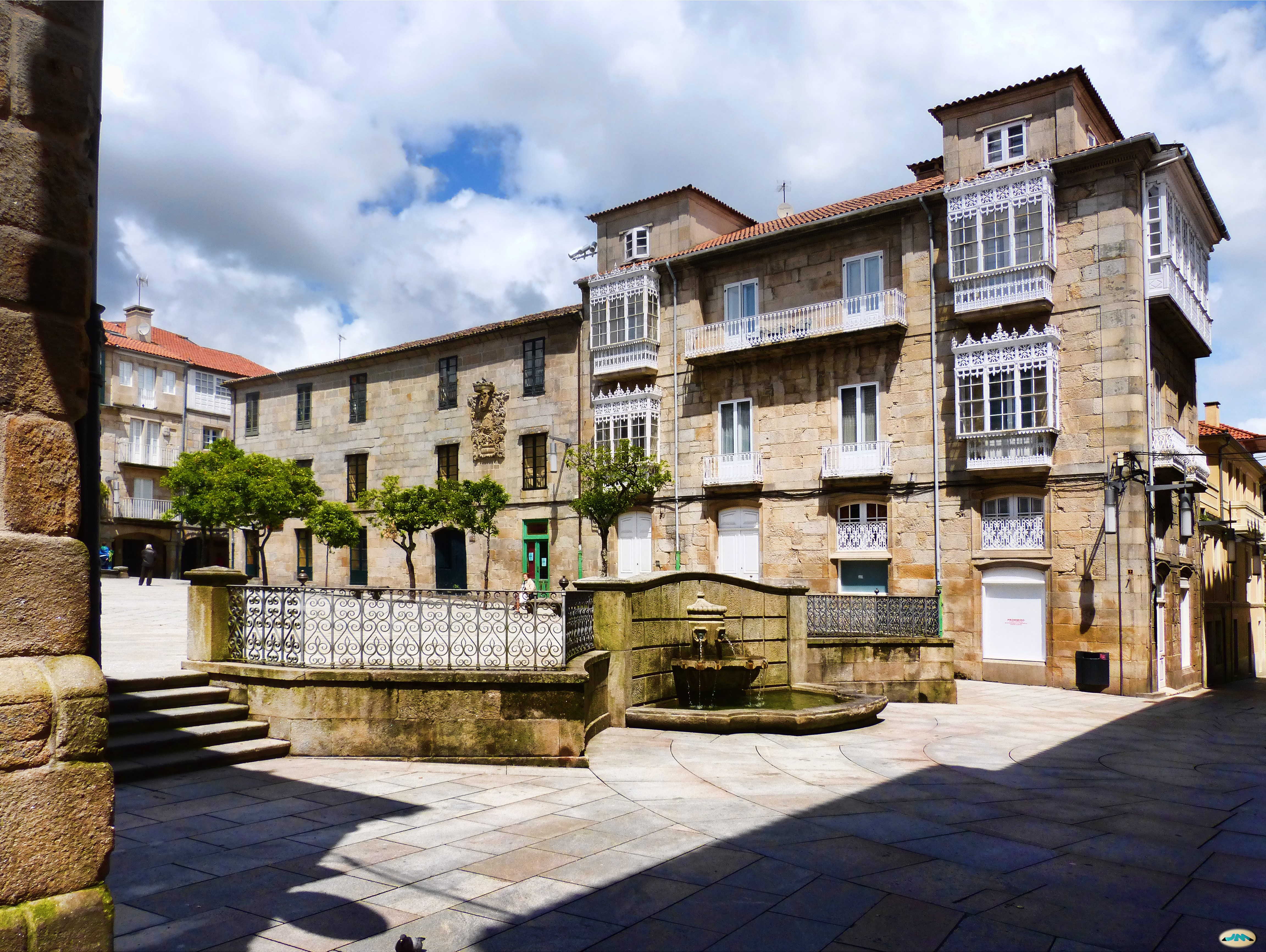
Escaliers du côté est de la place
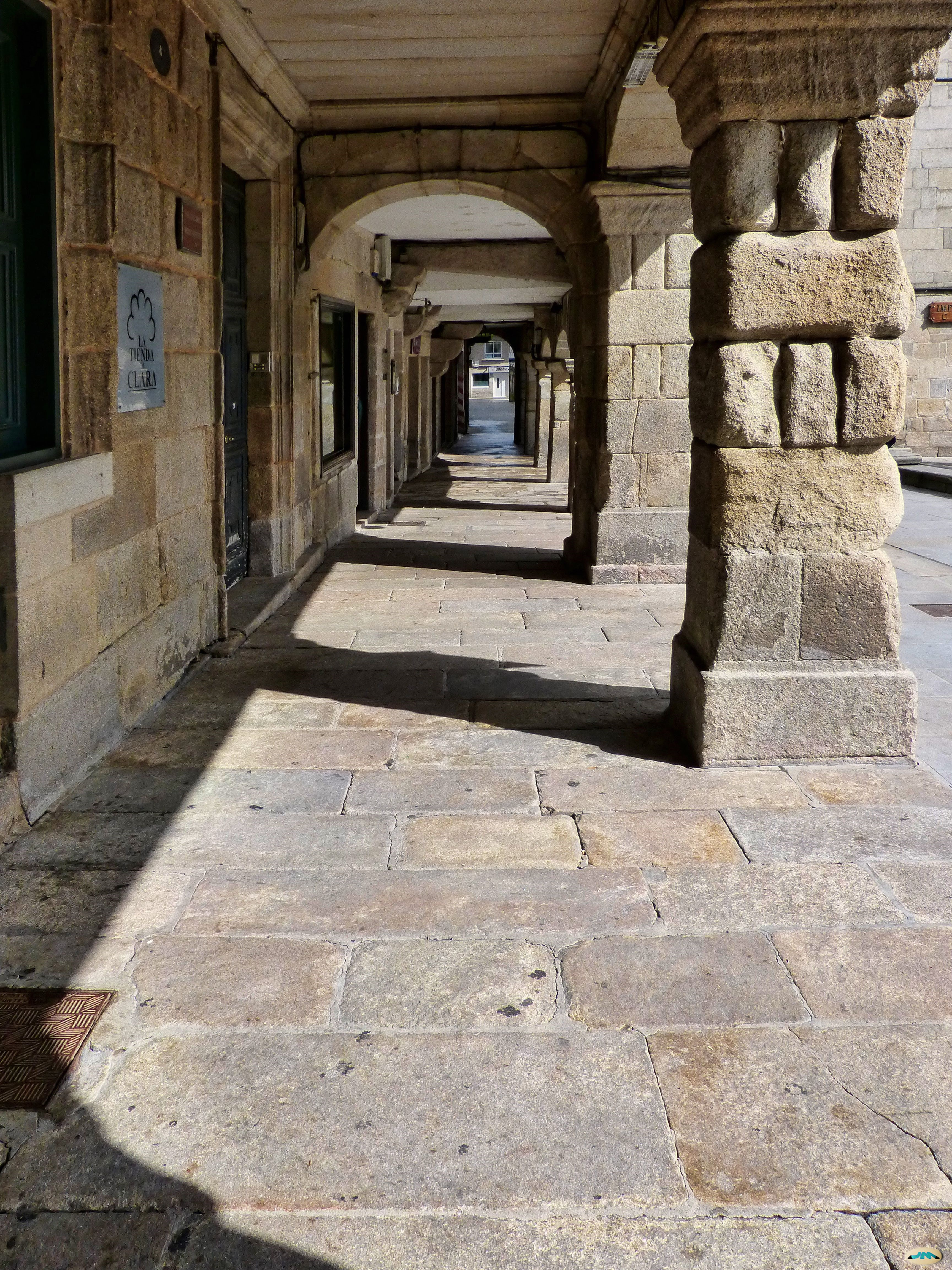
Arcades
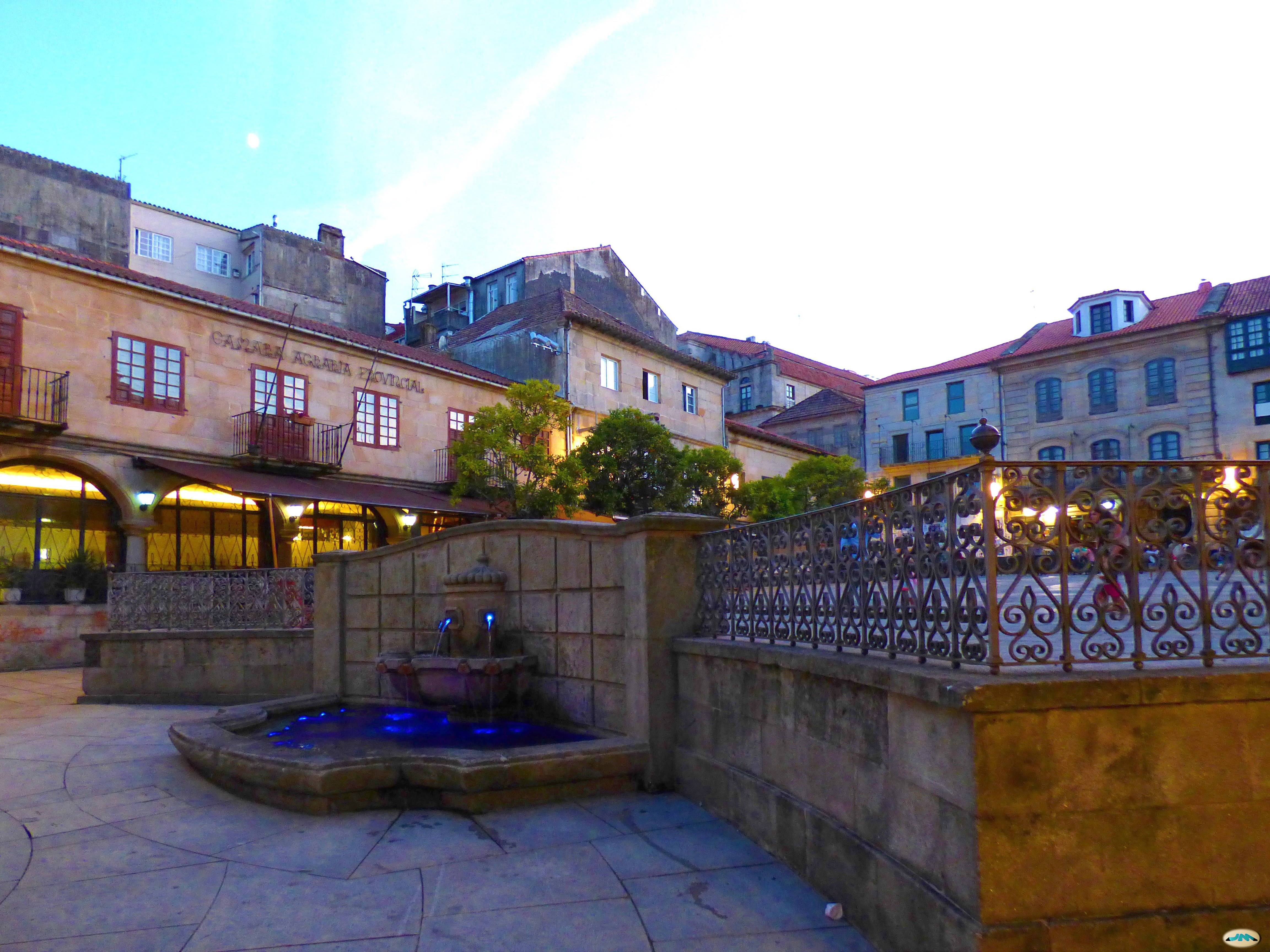
Fontaine

## Voir également